# Fritz Stolze
Fritz Stolze (* 20. Dezember 1910 in Hannover; † 6. März 1972 ebenda) war ein deutscher Wasserballspieler.
Fritz Stolze war Torhüter der SV Wasserfreunde 1898 Hannover, 1936, 1938 und 1948 wurde Stolze Deutscher Meister. Mit Bernhard Baier, Fritz Gunst und Helmuth Schwenn und Stolze gehörten bei den Olympischen Spielen 1936 vier Spieler der Wasserfreunde zum deutschen Aufgebot. Die deutsche Mannschaft gewann alle Spiele bis auf das Spiel gegen Ungarn, welches mit 2:2 endete. Ungarn erhielt wegen des besseren Torverhältnisses die Goldmedaille, Deutschland gewann Silber. Stolze wurde in einem Spiel eingesetzt, Stammtorwart war Paul Klingenburg. 